# Chersodromia curtipennis
Chersodromia curtipennis är en tvåvingeart som beskrevs av Collin 1950. Chersodromia curtipennis ingår i släktet Chersodromia och familjen puckeldansflugor. Inga underarter finns listade i Catalogue of Life.